# عبد الرحمن المسعد
عبد الرحمن المسعد، لاعب كرة قدم كويتي، من مواليد 1 يناير 1986. يعد من أفضل الناشئين الذين يشغلون مركز قلب الدفاع في الكويت، يتميز بالتحاماته القوية، لعب في نادي الفحيحيل كلاعب ألعاب قوى، ولكنه إتجه إلى نادي القادسية الكويتي.
كانت بداية عبد الرحمن المسعد مع نادي القادسية الكويتي في موسم 2004/2005، حيث شارك في مباراتين، ولم يظهر بمستوى مقنع، ولكن في موسم 2005/2006 ظهر بمستوى جيد، وساعد نادي القادسية الكويتي على الفوز في بطولة كأس الخليج للأندية وكأس الخرافي، وكأس ولي العهد الكويتي، والان يشارك في منتخب الكويت لكرة القدم تحت 23 سنة، وقد ساعد المنتخب على تسجيل 6 أهداف بالرغم من كونه مدافع، ومن أفضل أصدقائه في كرة القدم ناصر شافي ومحمد فهاد ونواف المطيري.
وفي يوم 13 يوليو 2009 وافق نادي القادسية الكويتي على إعارته إلى نادي السالمية لموسم واحد دون مقابل.